# União das Freguesias de Pinheiro de Coja e Meda de Mouros
União das Freguesias de Pinheiro de Coja e Meda de Mouros, kurz Pinheiro de Coja e Meda de Mouros, ist eine portugiesische Gemeinde (Freguesia) im Kreis (Concelho) von Tábua. Sie umfasst eine Fläche von 19,84 km² und hat 526 Einwohner (Stand nach Zahlen von 2011).
Die Gemeinde entstand im Zuge der kommunalen Neuordnung Portugals nach den Kommunalwahlen am 29. September 2013, als Zusammenschluss der bisherigen Gemeinden Pinheiro de Coja und Meda de Mouros. Sitz der neuen Gemeinde wurde Pinheiro de Coja.